# Obizzo I d’Este
Obizzo I d'Este, né vers 1110 et décédé vers 1193, est un membre de la Maison d'Este ayant exercé des fonctions de représentation impériale en Italie du nord. Il est le fils  de Foulques I d'Este (Folco) et petit-fils d'Albertazzo II, issus de la puissante lignée des Obertenghi. Il est le premier à porter le titre de marquis d'Este.

## Une lignée de fonctionnaires impériaux
Pendant la seconde moitié du XIe siècle, le grand-père d'Obizzo, Albertazzo II, autrefois responsable d'une partie de la marche de Ligurie, avait transféré ses intérêts vers la marche de Trévise. Du temps d'Obizzo, la famille y possède un patrimoine centré sur les localités de Montagnana, Monselice et Este, s'étendant jusqu'à Vérone, au Polesine de Rovigo et aux environs de Ferrare.
Elle entretient des relations étroites avec les monastères de Vangadizza (Badia Polesine) et de Santa  Maria dei Carceri (à Este), et se trouve ainsi à intervenir dans les affaires des localités environnantes.
La descendance d'Albertazzo divise la dynastie en deux branches : Welf IV, héritier des ducs de Bavière et de Saxe, et Foulques (Ier du nom), qui fait souche dans la marche de Trévise. Il donne naissance à cinq fils : Bonifacio, Foulques (deuxième du nom), Alberto, Azzo et Obizzo, premiers membres de la famille à prendre le titre, à partir de 1170, de marquis d'Este.
Comme ses ascendants et de nombreux féodaux du nord de l'Italie, Obizzo semble avoir fait fonction de représentant de l'Empire, appelé à ce titre à arbitrer des conflits locaux ou à intervenir en appel. En 1177, il assiste, à Venise, à la rencontre entre l'empereur Frédéric Ier et le pape Alexandre III, accompagné pour l'occasion par une suite plus nombreuse que celle d'aucun autre des invités. Il est alors podestat de Padoue. À la suite d'une querelle familiale, il se trouve à partager à parts égales avec son frère Alberto et leur neveu Bonifacio, la Scodosia di Monselice ; Este, Solesino et Villa ; le comté de Rovigo.

## L'arrivée à Ferrare
À travers ses fonctions officielles, ses alliances matrimoniales et sa proximité avec certaines institutions religieuses locales, la maison d'Este s'est progressivement rapprochée de Ferrare et de sa classe dirigeante. Elle y pénètre de plain pied lorsqu'Obizzo se trouve en situation de capter la succession des Adelardi, jusqu'alors patrons du parti guelfe de la ville. Alors que Marchesella, la dernière représentante de la famille Adelardi, a été promise à un Torelli dans le but de résoudre un ancien conflit entre les deux familles, les guelfes de Ferrare arrangent son mariage avec Obizzo d'Este. La jeune mariée étant morte peu après, Obizzo recueille l'héritage des Adelardi. Ses prétentions, assez floues, ayant étant entérinées vers 1190, la famille d'Este prend solidement pied à Ferrare.
Après la paix de Constance, Obizzo se voit confirmer par Frédéric Ier des délégations de pouvoir sur plusieurs marches de l'Empire : en 1184 il reçoit des délégations impériales sur les marches de Gênes et de Milan, en 1186, 1187, 1191 et 1192, on trouve trace de ses activités dans la marche de Trévise, en qualité d'auditeur d'appel. Plus tard, Henri IV lui restitue Rovigo, passée aux mains des Véronais.

## Mariages et descendance
Obizzo a eu au moins deux épouses et six enfants (dont quatre filles et deux garçons). On ne sait rien de la première épouse. La seconde, Sofia da Lendinara, venait d'une famille de capitaines liés à Vangadizza, une localité proche de la famille d'Este et que ses premiers représentants avaient choisie pour nécropole.
La fin de la vie d'Obizzo est marqué par une querelle de succession avec la veuve et les filles de son frère Alberto. Ce dernier avait désigné ses filles comme héritières, mais Obizzo estimant qu'Este et Rovigo faisaient partie de ses fiefs, le différend est porté devant l'Empereur et le duc de Bavière, qui donnent raison à Azzo. Un litige ultérieur avec les habitants d'Este se termine de la même manière.
Ses descendants connus :
- Azzo V, héritier maternel de Ferrare, meurt avant son père. Il aurait eu pour fils Azzo VI, qui recueillera l'héritage d'Obizzo ;
- Bonifacio (de son union avec Sofia da Lendinara).

## Crédit d'auteurs
- (it) Cet article est partiellement ou en totalité issu de l’article de Wikipédia en italien intitulé « Obizzo I d'Este » (voir la liste des auteurs) le 12 octobre 2012.